# Orquestra Chinesa de Singapura
A Orquestra Chinesa de Singapura é a única orquestra chinesa profissional de Singapura. Ela tem o Singapore Conference Hall como residência desde 2004. Sob a batuta do maestro Tsung Yeh, a orquestra oferece músicas chinesas para o público. Trabalha ao lado da Orquestra Jovem Chinesa de Singapura.

## Diretores musicais
Maestro Tsung Yeh ingressou na orquestra como diretor musical em Janeiro de 2002. Sob a direção de Yeh, a orquestra expandiu seu repertório. É creditado a ele o design e o sucesso da produção de Marco Polo e Princess Blue. Tsung Yeh foi apontado como diretor musical do Desfile Nacional de Singapura em 2007 e foi o responsável de novo formato de música da performance. Como um construtor orquestral, Yeh elevou o nível da orquestra e a qualidade. Sob a batuta de Yeh a orquestra executou uma muito bem sucedida turnê pela Europa em Março de Abril de 2005. Em outubro de 2007 a orquestra apresentou-se no Festival de Música de Pequim, Festival de Artes Internacional de Xangai e Festival de Música Internacional de Macau. Tsung Yeh também é o diretor musical da Orquestra Sinfônica de Bend do Sul nos Estados Unidos. Seu assistente na orquestra é o jovem e renomado percussionista Quek Ling Kiong, trabalhando na orquestra desde 1997.